# Стояновський Степан Васильович
Степа́н Васи́льович Стояно́вський (19 січня 1922, Кобиловолоки, нині Тернопільського району Тернопільської області — 30 квітня 2000) — український вчений в галузі ветеринарної медицини. Ректор Львівського зооветеринарного інституту (тепер Львівський національний університет ветеринарної медицини та біотехнологій імені Степана Гжицького).

## Життєпис
Народився 19 січня 1922 року в селі Кобиловолоки Теребовлянського району на Тернопільщині. Навчався у Чортківській гімназії, Віденському медінституті. 1950 року закінчив Львівський зооветінститут.
Український вчений в галузі фізіології сільськогосподарських тварин, доктор біологічних наук — 1965, професор — 1966, заслужений діяч науки УРСР — 1982.
Ректор Львівського зооветеринарного інституту з 1965 року, вишу професор Стояновський присвятив понад 50 років свого життя.
Наукові праці присвячені особливостям обміну речовин та енергії в різних вікових і продуктивних груп сільськогосподарських тварин та фізіологічним основам технології виробництва молока і м'яса.
Більше двох десятиліть був членом центральної ради фізіологів України та міжнародного фізіологічного товариства. Брав активну участь у політичному, громадському і культурному житті, був членом Української і Міжнародної Ради миру. Понад 25 років очолював Львівську обласну Раду миру.
Помер 30 квітня 2000 року. Похований на Личаківському цвинтарі, поле № 82.

## Доробок
Професор Стояновський — автор понад 300 наукових праць, кількох монографій, багатьох підручників і посібників. Підготував 41 кандидата наук, 5 докторів наук. 10 кандидатів наук згодом захистили докторські дисертації під керівництвом інших науковців. Одержав три авторські свідоцтва про наукові відкриття.

## Нагороди
- Орден Трудового Червоного Прапора[2],
- Орден «Знак Пошани»[2],
- медалі[2].